# Bubble Puppy
Bubble Puppy was een band uit San Antonio (Texas). De band werd opgericht in 1966 door Rod Prince (leadgitaar) en Roy Cox (basgitaar). Ze wilden een psychedelische topband vormen waarvan het belangrijkste muzikale kenmerk twee duellerende leadgitaren waren. Daarom namen ze een tweede leadgitarist, Todd Potter, erbij. Als drummer werd David "Fuzzy" Fore aangetrokken.

## A Gathering of Promises
In 1969 brachten ze hun eerste single uit. Hot Smoke and Sassafras werd een hit in de VS en bereikte de 14e plaats in de Billboard Hot 100. Wat volgde was hun eerste en enige langspeelplaat A Gathering of Promises, een album met 10 nummers waarvan de samenzang, leadgitaren en actieve drums de opmerkelijkste kenmerken zijn. A Gathering of Promises bleef redelijk onopgemerkt in de hitlijsten.

## Demian
Na 1969 kreeg de groep meerdere problemen met platenlabel International Artists waardoor ze het label verlieten en verhuisden naar Los Angeles met Nick St. Nicholas (van de groep Steppenwolf) als manager. Daar veranderden ze hun naam in Demian. In 1971 kwam de release van hun eerste Demian-album genaamd Demian. Deze langspeelplaat was een commerciële ramp. Daardoor kwam hun nieuwe label (ABC) in financiële problemen terecht. Hierop, in 1972, ging de groep uit elkaar.

## Na Bubble Puppy
De Bubble Puppy-leden bleven wel actief in de muziekwereld. Roy Cox, de stichter, richtte The Blues Knights op en bracht de cd before I Go uit in 1999. De andere bandstichter, Rod Prince, speelde nog met Todd Potter bij Sirius tot laat in de jaren 70. David Fore drumde na de Bubble Puppy bij de Texaanse punk-rockband, D-Day. Daar schreef hij mee aan de culthit Too Young to Date. 
In 1987 kwam Bubble Puppy nog terug samen voor een comeback-LP Wheels Go Round.